# Walther PP, PPK en PPK/S

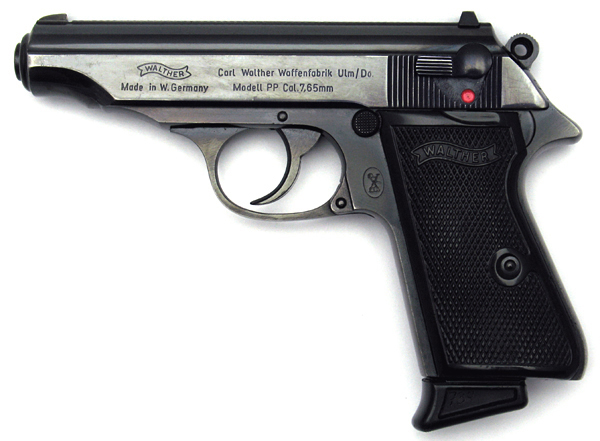
Walther PP

De Walther PP, de Walther PPK en de Walther PPK/S zijn een serie semiautomatische vuistvuurwapens, die alle zijn ontworpen door de Duitse wapenfabrikant die tegenwoordig Carl Walther GmbH Sportwaffen heet. De letters PP staan voor Polizei Pistole (politiepistool) en, zoals de naam al aangeeft, zijn deze wapens oorspronkelijk ontworpen voor de Duitse politie.
De Walther PP is in 1921 ontworpen en heeft van oorsprong het .32 ACP-kaliber (7,65mm). Later verschenen er ook versies in de kalibers .22 LR- en .380 ACP (9 mm kort). De Walther PPK is een jaar later ontworpen en heeft als onderscheid dat hij een kortere loop heeft dan de PP. PPK staat voor Polizeipistole Kriminalmodell. Beide vuurwapens zijn pas vanaf 1929 in massaproductie vervaardigd. De PPK/S is bijna identiek aan de PPK, maar heeft een handgreep die even lang is als die van de gewone PP, maar ongeveer een centimeter langer is dan die van de PPK. Verder wordt de PPK/S enkel geleverd in het kaliber .380 ACP, ook wel 9mm kort genoemd. Omwille van de vergrote handgreep, passen er in de PPK/S ook evenveel patronen van dat kaliber als in de PP. Namelijk zeven, één meer dan in de PPK. De PPK/S is in 1968 ontworpen omwille van een Amerikaanse regelgeving die voorschreef dat nieuwe vuistvuurwapens aan specifieke minimum dimensies moesten voldoen.
Van de drie ontwerpen is de Walther PPK het bekendst. Tot op heden zijn er meer dan 5 miljoen exemplaren van geproduceerd. Hiermee is het een van de meest geproduceerde pistolen aller tijden. De PPK is ook bekend als het wapen van James Bond. Daarnaast was de PPK ook een van de persoonlijke wapens van Adolf Hitler en het wapen waarmee hij zelfmoord zou hebben gepleegd.

## Technische werking
Het pistool biedt ruimte aan acht patronen, die verticaal geplaatst zijn in een staafvormig magazijn. Net als de meeste andere pistolen heeft dit wapen een metalen slede om de loop heen. Door de slede handmatig naar achter te halen, wordt de haan gespannen en wordt de eerste patroon door de slede vanuit het magazijn in de kamer geplaatst. Als het eerste schot wordt gelost, zorgt de explosie van dit schot ervoor dat de slede naar achteren wordt gedreven. De haan wordt opnieuw gespannen en de opening van de slede komt, een fractie van een seconde, parallel te staan met de opening aan de achterkant van de loop. De patronen in het magazijn duwen, door de veer onder in het magazijn, tegen de lege huls aan.
Doordat de sluitveer de slede weer terug om de loop trekt, maakt de slede een beweging naar voren toe. De slede neemt op zijn terugweg een nieuwe patroon mee vanuit het magazijn naar de kamer.
Bijzonder aan het pistool is dat de sluitveer bij de PP niet onder de loop zit, maar eromheen. Hiervoor is gekozen om het pistool kleiner van omvang te maken. De Walther PP was overigens niet het eerste vuurwapen met een sluitveer rondom de loop: het ontwerp was afgekeken van de FN Model 1910.

## Double-actiontrekker
Dit vuurwapen was het eerste semiautomatische pistool dat een zogenaamde double-actiontrekker had. Dit betekende dat de haan niet gespannen hoefde te zijn om het wapen, middels het overhalen van de trekker, af te vuren. Wel moest dan eerst de slede naar achteren worden gehaald, waardoor de patroon in de kamer werd geplaatst. Om de haan hierna te ontspannen, moest de vuurregelaar aan de zijkant van de slede op veilig worden gezet.
De schutter plaatste het magazijn eerst in het wapen. Daarna trok hij de slede naar achteren. Hierdoor werd de haan in de achterste stand geduwd. Met de vuurregelaar werd de haan automatisch weer ontspannen en kon het vuurwapen veilig in een holster gedragen worden. Wanneer de schutter het vuurwapen plotseling moest gebruiken, kon hij het wapen uit de holster trekken en meteen de trekker overhalen (dubbele actie) of eerst de haan met de duim naar achteren trekken en dan de trekker overhalen (enkele actie).
Dit systeem is sindsdien door talloze andere vuurwapenfabrikanten overgenomen, waaronder SigSauer en Beretta. Ook de Walther P38 en de Walther P5 werken met dit systeem.

## Demonteren voor onderhoud
De Walther PP kan uit elkaar worden gehaald door de trekkerbeugel naar beneden te trekken. Door de slede vervolgens naar achter te halen, komt de slede los van het wapen. Deze manier van demonteren is uniek voor een vuurwapen.

## Gebruik
De Walther PPK had na de Tweede Wereldoorlog een negatief imago, doordat het door de Gestapo werd gebruikt. Deze agenten droegen het kleine pistool in een schouderholster onder hun jassen. Vandaag de dag is de PPK, vanwege zijn geringe omvang, zeer populair bij geheim agenten, beveiligers en lijfwachten. Het wordt over de hele wereld gebruikt en is ook een geliefd wapen van sportschutters.
De PPK/S wordt in Europa weinig gebruikt, maar is wel populair in de Verenigde Staten, bij particulieren, die het wapen ter zelfverdediging onder hun kleren dragen.
De Walther PP was tijdens de Tweede Wereldoorlog tevens het standaardwapen van de Duitse Ordnungspolizei. De Duitse Wehrmacht gebruikte het wapen bijna nooit, omdat ze het 9 mm-kaliber krachtiger en beter vonden dan het 7,65 mm-kaliber. Sommige piloten waren wel bewapend met een PP, omdat andere pistolen te groot voor in de cockpit werden bevonden. Adolf Hitler en andere nazileiders droegen het wapen soms verborgen onder hun uniform. Het wapen wordt na 1945 vrij weinig gebruikt.
In films worden de drie wapens vaak gebruikt in combinatie met een geluiddemper. In de praktijk wordt dit waarschijnlijk nooit gedaan. Een pistool moet een verlengde schroefdraad aan het uiteinde van de loop hebben om een geluiddemper te kunnen hebben, Bij de Walter PPK is dit mogelijk door een loopadapter te kopen waardoor de loop deze schroefdraad krijgt en dus een geluidsdemper kan hebben.

### James Bond
De Walther PPK - PPK/S verwierf grote faam als het pistool van James Bond. Auteur Ian Fleming liet de Britse geheim agent zijn Beretta 418, die in het verhaal slecht zou functioneren, inruilen voor een PPK/S. Sindsdien is dit vuurwapen een icoon van het spionnengenre geworden. In de film Tomorrow Never Dies wordt Bond voor het eerst met zijn huidige vuurwapen gezien: de Walther P99. In Quantum of Solace en Skyfall heeft James Bond een Walther PPK/S.